# Geologie des Böhmischen Mittelgebirges

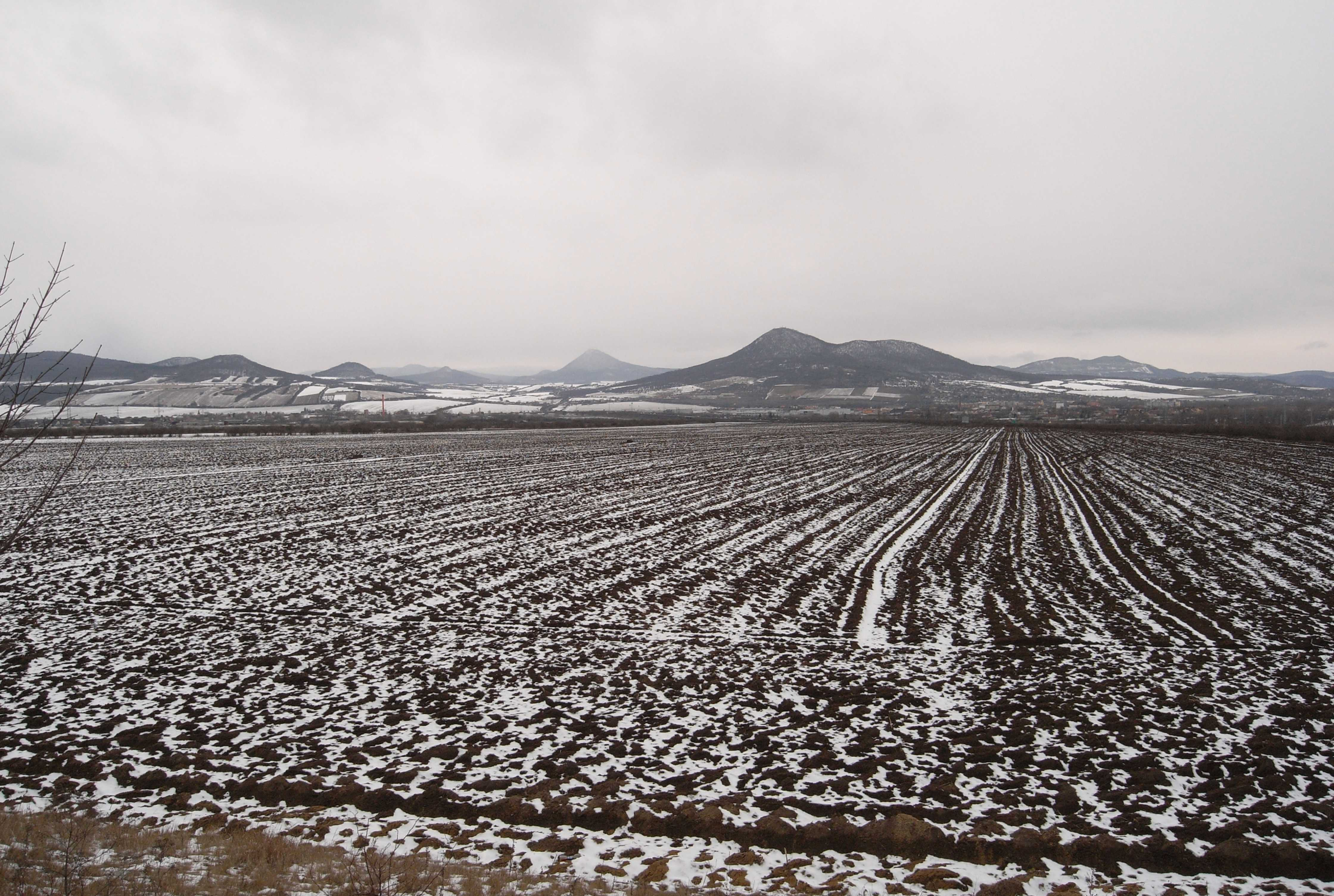
Das Böhmische Mittelgebirge, Blick von Süden westlich von Litoměřice

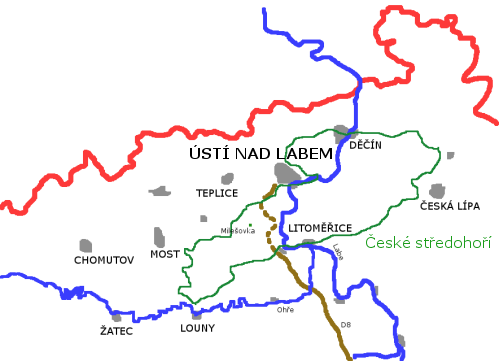
Lage des Böhmischen Mittelgebirges

Die Geologie des Böhmischen Mittelgebirges wird dominiert von überwiegend basischen tertiärzeitlichen Vulkangesteinen des Egergrabens, die das eingesunkene variszisch gefaltete kristalline Grundgebirge der Böhmischen Masse durchschlagen und auf diesem lagern. Ferner kommen Relikte des postvariszischen Vulkanismus und kreidezeitlicher Sedimentation vor. Es ist Teil des Böhmischen Beckens.

## Kulturelle Wirkungen des Landschaftsreliefs

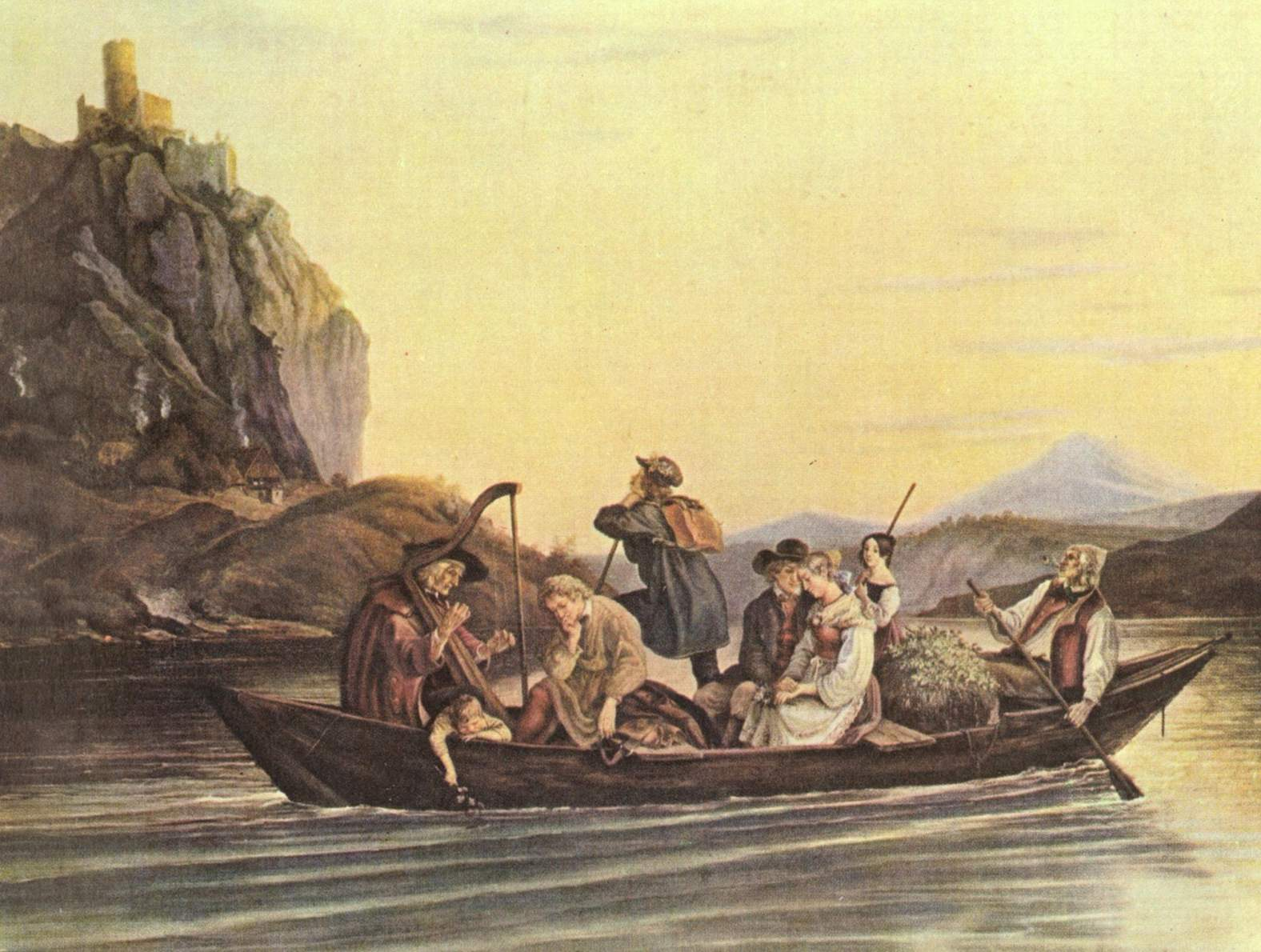
Überfahrt am Schreckenstein, Adrian Ludwig Richter (1837)

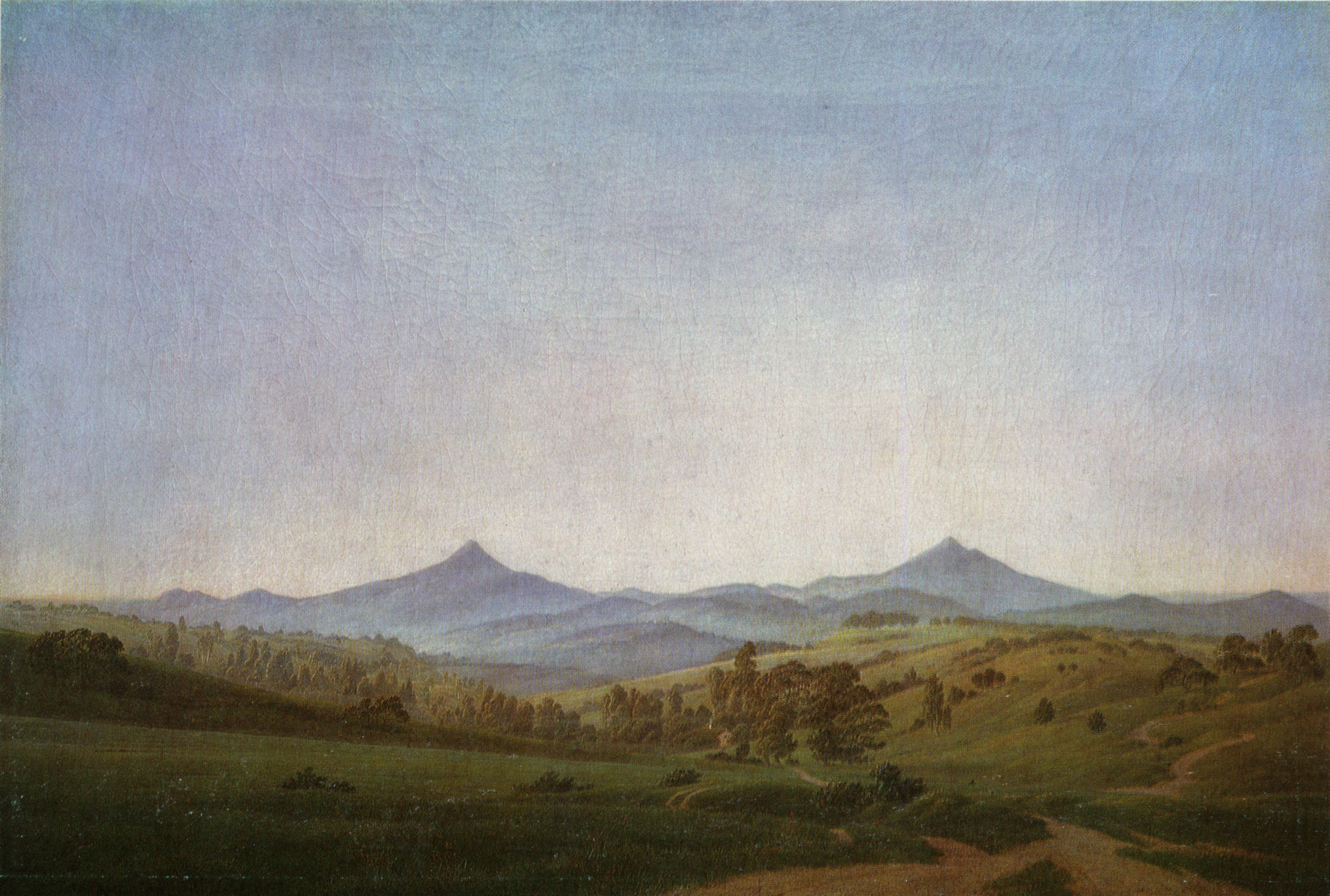
Böhmische Landschaft mit dem Milleschauer, Caspar David Friedrich (um 1810)

Das Böhmische Mittelgebirge mit seinen zahlreichen Kegelbergen zählt zu den markanten Gebirgslandschaften in Mitteleuropa. Seine Berglandschaft, die Thermalbäder sowie die Kleinstädte an seinem nördlichen Rand spielten und spielen in den vergangenen drei Jahrhunderten eine bemerkenswerte Rolle. In vielseitiger Weise übte das Böhmische Mittelgebirge und der durchschneidende Elbstrom mit seinen ungewöhnlichen landschaftlichen Reizen bemerkenswerte Einflüsse in Kunst und auf das Geistesleben aus.
In den Epochen der Aufklärung und Romantik kommt die Wahrnehmung der Landschaft besonders ausdrucksstark zur Entfaltung. Adrian Ludwig Richter hinterließ mit seinem Gemälde Die Überfahrt am Schreckenstein (1837) ein bewundernswertes Zeugnis von der vergangenen romantischen Flusslandschaft bei Aussig. Caspar David Friedrich malte die Böhmische Landschaft mit dem Mileschauer (1824) und Johann Wolfgang von Goethe hielt den Bořeň (Borschen bei Billin, 1810) mittels einer lavierten Tuschzeichnung fest. Sein künstlerisches und wissenschaftliches Interesse an diesem Bergland ist wahrscheinlich nicht zu trennen. Die geologisch geprägten Landschaftsmerkmale sind durch die Malerei und verwandter Kunstformen der Gegenwart meisterhaft überliefert. Seither hat sich die Region an vielen Punkten stark verändert.
Regionale Maler wie Alois Gustav Schultz, Karl Quarck und Felix Bibus hielten ihre Eindrücke von der Landschaft mit zahlreichen Werken fest. Eine wichtige Sammlung von Gemälden, die ein vielseitiges künstlerisches Zeugnis von der historischen Oberflächengestalt in der Region ablegen, befindet sich im Museum vom Leitmeritz. Die markante Landschaft nahm sogar ihren Einfluss auf die Musik, als sich Richard Wagner angesichts der spätgotischen Ruine Schreckenstein sowie der oberhalb liegenden Hohen Wostrey einschließlich der sie umgebenden Szenerie zur Oper Tannhäuser ursprünglich inspirieren ließ.

## Wichtige Etappen der geowissenschaftlichen Erkundung
In älterer Literatur, besonders vor etwa 1850 findet man die Bezeichnung Böhmisches Mittelgebirge nur sehr selten. Der übliche Name war Mittelgebirge. Auf der von Johann Criginger 1568 erstellten Karte von Böhmen ist es bereits als Mittelgebirg ausgewiesen. Vom böhmischen Schriftsteller Bohuslav Balbín ist aus dem Jahr 1679 die lateinische Form Montes Medii überliefert.

### Die Anfänge
Friedrich Carl Watterich von Watterichsburg notiert in seinem Handwörterbuch der Landeskunde des Königreichs Böhmen (Prag 1845) über das Gebirge eine bemerkenswerte Einschätzung: In geognostischer Hinsicht gehört das ganze Mittelgebirge zur vulkanischen Trappformation, welches in Hinsicht auf äußere Schönheit und innere Merkwürdigkeit mit den interessantesten Gebirgen dieser Art in Schottland, Frankreich u. Italien ehrenvoll verglichen werden darf.
Im 19. Jahrhundert tritt zunehmend der Begriff Leitmeritzer Mittelgebirge auf, wie es Friedrich Katzer in seinem Werk Geologie von Böhmen ausführlich beschrieb. Diese Bezeichnung korrespondiert mit dem Leitmeritzer Kreis, einem ehemaligen Verwaltungsbezirk. Er ordnete es neben dem Duppauer und dem Semiler Gebirge einem gesamten böhmischen Kegelgebirge zu und teilt in diesem Zusammenhang mit, dass Karl Kořistka 1869 das Leitmeritzer Mittelgebirge in drei Bereiche gliederte. Das waren eine südwestliche, nordöstliche und nordwestliche Gruppe, die durch das Elbtal und das Bielatal voneinander unterschieden wurden. Auch unter deutschen Geologen fand der Begriff Leitmeritzer Mittelgebirge Verwendung, beispielsweise von H. Engelhardt.

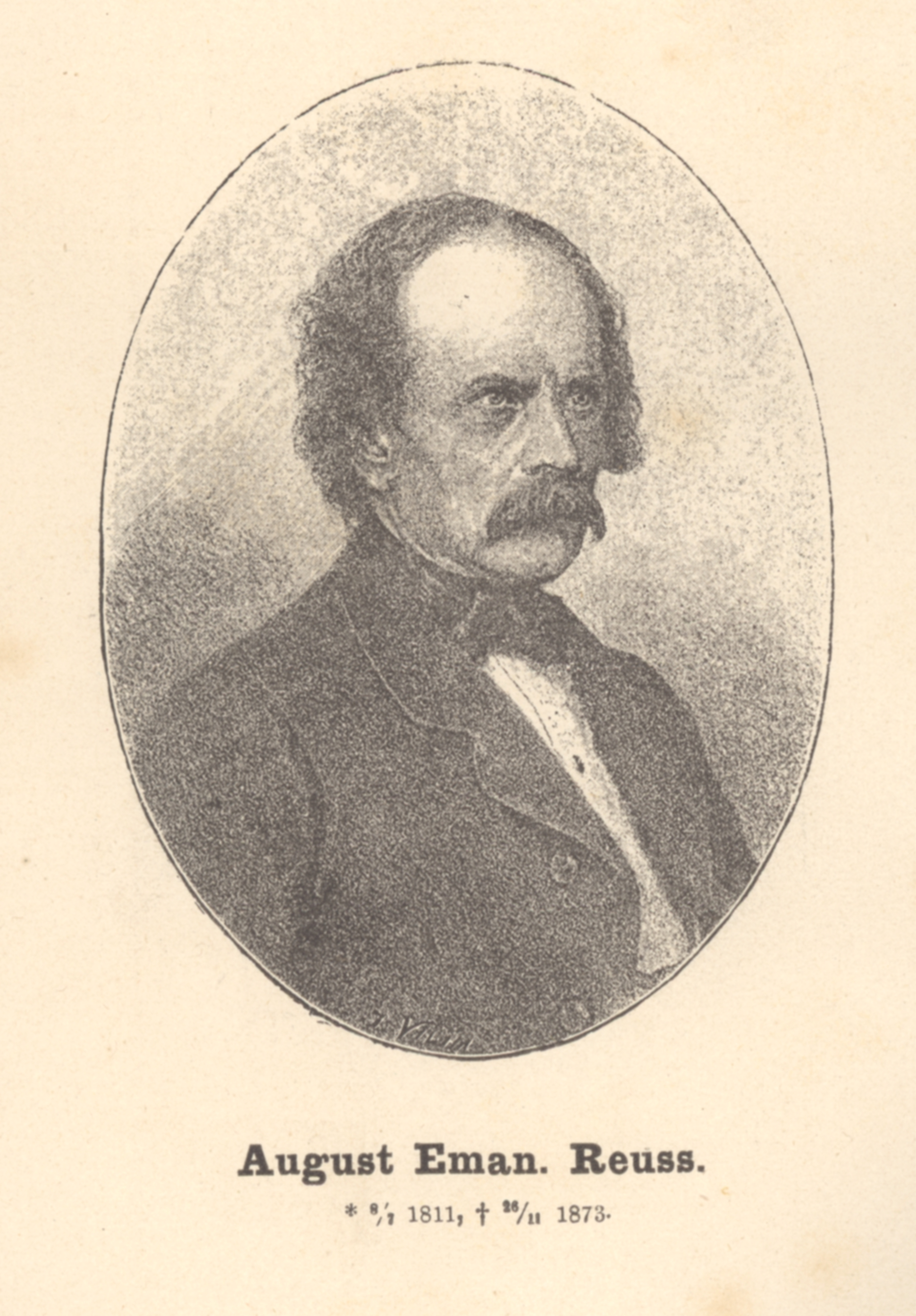
August Emanuel Reuss

Zu den frühen geologischen Beschreibungen dieser Region zählen die Arbeiten von August Emanuel von Reuss. Er beschreibt in seinen Geognostischen Skizzen aus Böhmen (Prag 1840–44) die Geologie in der Umgebung von Teplitz und Bilin. Sein Vater, ehemaliger Werner-Schüler und später Bergrat sowie fürstlich Lobkowitz’scher Brunnenarzt Franz Ambrosius Reuss (1761–1830), befasste sich stärker mit den Mineralquellen und posthum erschien 1844 (2. Aufl.) dessen Abhandlung Die Thermen von Teplitz.
In Bilin existierte ein fürstlich Lobkowitz’sches Mineralien-Kabinett, das zu den frühesten Sammlungen aus dieser Region zählt (Ferdinand von Lobkowitz). Der Fürst August Longin von Lobkowitz (1797–1842), Präsident der k.k. Hofkammer für Münz- und Bergwesen beauftragte Friedrich Mohs mit geognostischen Reisen im gesamten Kaiserreich, um Mineralien und andere Sammlungsstücke aufzunehmen. Im Jahr 1837 führte ihn diese Aufgabe nach Böhmen, wo er zuerst die Sammlung des vaterländischen Museums besuchte und dann weiter nach Teplitz reiste, um dort mit Alexander von Humboldt zusammenzutreffen. Gemeinsam begaben sie sich von Teplitz weiter nach Freiberg in Sachsen.

### Frühe Kartenaufnahmen und Einzelstudien

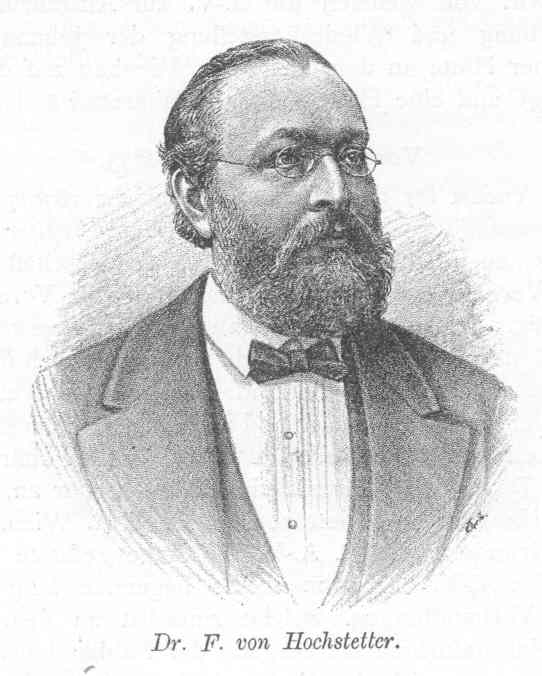
Ferdinand von Hochstetter

Die ersten systematischen geologischen Kartenaufnahmen (Manuskriptkarten 1:28.800) des Böhmischen Mittelgebirges erfolgten zwischen 1856 und 1858 in Regie der k.k. geologische Reichsanstalt durch Ferdinand von Hochstetter und Johann Jokély im Gebiet zwischen Komotau und Leitmeritz. Als Hochstetter für die Novara-Expedition ausgewählt wurde, übernahm Jokély ab 24. März 1857 als Sektionsgeologe in alleiniger Verantwortung die Aufnahmeregion zwischen Leitmeritz und Tetschen. Im Folgejahr erfolgten durch ihn Kartierungsarbeiten bis nach Böhmisch-Leipa und in die Region Schluckenau.
Der Prager Mineraloge und Petrograph Emanuel Bořický untersuchte um 1877 die Vulkangesteine des Böhmischen Mittelgebirges und erwarb sich auf diesem Feld große Verdienste. Durch seine Arbeiten konnten die in der Region auftretenden vulkanischen Gesteinsarten detailliert aufgenommen, klassifiziert und ihre mineralogische Zusammensetzung erstmals umfassend beschrieben werden. Innerhalb dieser Arbeit entstanden Hunderte von Dünnschliffen.
Sehr früh äußerte Eduard Reyer, ein Geologe der k.k. geologischen Reichsanstalt, die Auffassung, dass einige Erscheinungen auf singuläre vulkanische Ereignisse zurückgehen, beispielsweise die Rongstocker (Roztoky nad Labem) Intrusionen. Darüber berichtete er in seinem 1879 erschienenen Aufsatz Ueber die Tektonik der Vulcane von Böhmen.
Die Verwitterungsprodukte von Basalten und Phonolithen sowie die Böden über den kreidezeitlichen Plänerschichten am Südabfall des Böhmischen Mittelgebirges zwischen Egertal und Lobositz, waren zum Ende der 1880er Jahre Untersuchungsgegenstand von Jos. Hanamann, dem Vorstand der agriculturchemischen Versuchsstation in Lobositz. Die Böden aus den Teplitzer Plänerschichten zusammen mit den aufgelagerten Mergeln bilden ein kalkiges, toniges und sandiges Substrat. Seine Erkenntnisse förderten das Verständnis über die fruchtbaren Nährstoffgehalte und die ungünstigen hydrogeologischen Umstände am südlich-südwestlichen Abfall des Mittelgebirges.
Eduard Suess untersuchte 1897 die Teplitzer Thermalquellen und die tertiären Kohlelagerstätten um Brüx.
Die herausragendsten Feld- und Kartierungsarbeiten im Böhmischen Mittelgebirge leistete Josef Emanuel Hibsch. Dieser lehrte seit 1880 an der Königlich Böhmischen Landwirtschaftlichen Akademie in Tetschen-Liebwerd naturwissenschaftliche Fächer und widmete darüber hinaus ab dem Jahr 1881 sein gesamtes Schaffen der geologisch-geographischen Erforschung dieses Gebirges. Hibschs kartographisch-geologische Aufnahme begann 1891. Zwischen 1896 und 1932 erschienen zwanzig Kartenblätter (1:25.000) mit den jeweiligen Erläuterungsberichten. Die späten Arbeiten entstanden unter Mitwirkung von Anton Senger, F. Seemann, H. Michel und G. Irrgang. Hibschs fachliches Ansehen war so groß, dass seine nach 1918 erschienenen Erläuterungsberichte der Geologischen Staatsanstalt (Státní Geologický Ústav) in deutscher Sprache erschienen. Die dazugehörenden Karten waren allerdings zweisprachig. Dieser abschließende Publikationsabschnitt gelang in besonderer Weise durch die direkte Unterstützung von Cyrill Purkyně, dem ersten Direktor der damaligen Tschechischen Geologischen Staatsanstalt. Spätere Erkundungen und neue Kartierungen im Böhmischen Mittelgebirge durch tschechische Geologen bauen auf dem Werk von Hibsch auf.

### Spätere Kartierungsarbeiten und Einzelstudien
Später kartierte Čeněk Zahálka im südlichen Teil vom Böhmischen Mittelgebirge und veröffentlichte seine Arbeit 1938. Unter den moderneren Bearbeitern des Gebietes sind Jaroslav Domas, V. Klein, Otakar Shrbený und Jaroslav Valečka zu nennen, die zur geologischen Kartierung im Maßstab 1:50.000 in den 1970er und 1980er Jahren maßgeblich beitrugen. Erwähnenswert sind ferner unvollendet gebliebene Arbeiten an Kartenblättern (Maßstab 1:25.000) in den 1970er Jahren.
Zu den jüngsten umfassenden Ergebnissen, speziell über den Vulkanismus in der Region zählen die 1987 und 1988 veröffentlichten Untersuchungen von Lubomír Kopecký, der allgemein als Experte für Vulkanite gilt.

## Geomorphologie

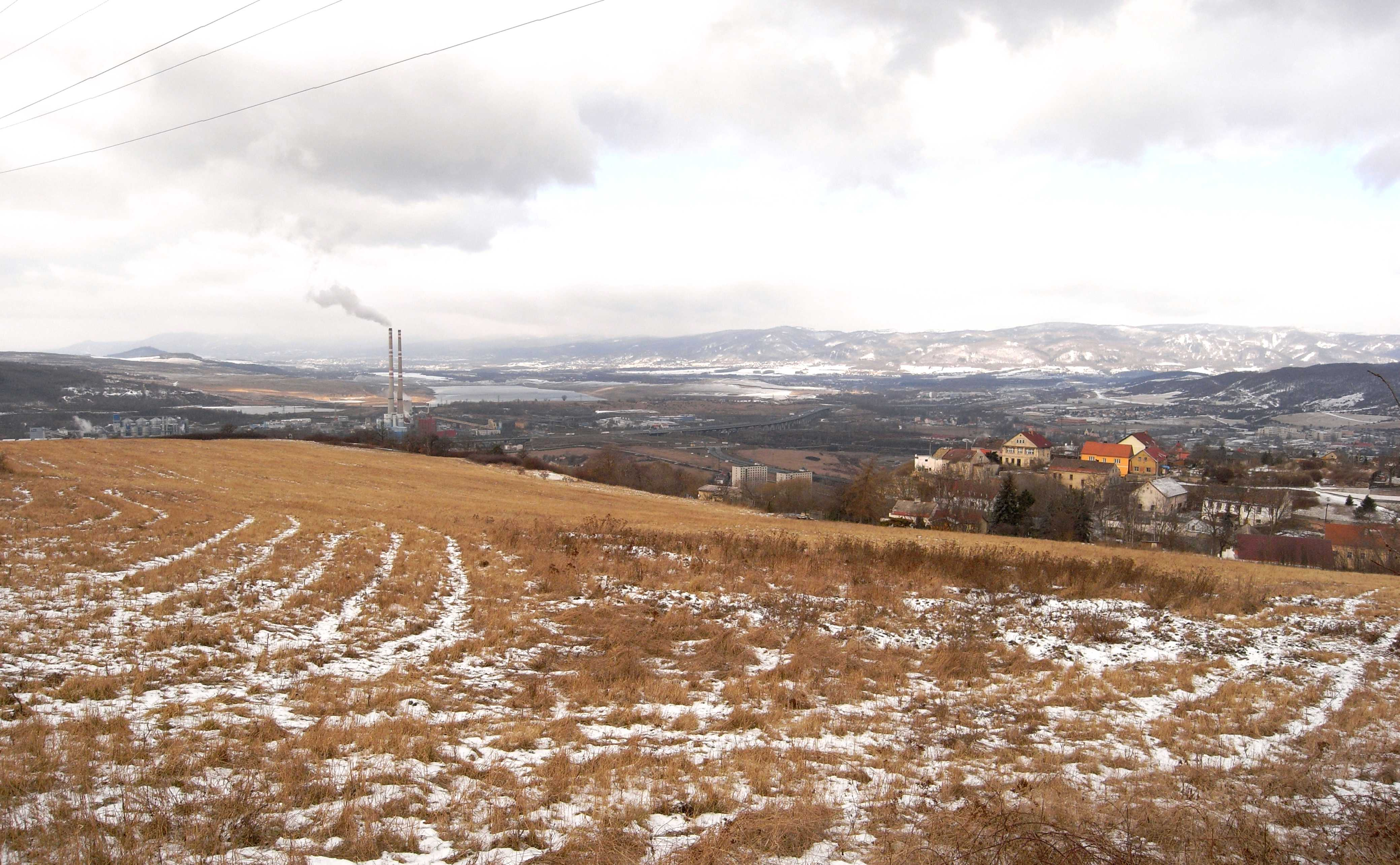
Blick vom abfallenden Böhmischen Mittelgebirge über das Nordböhmische Becken zum Erzgebirge

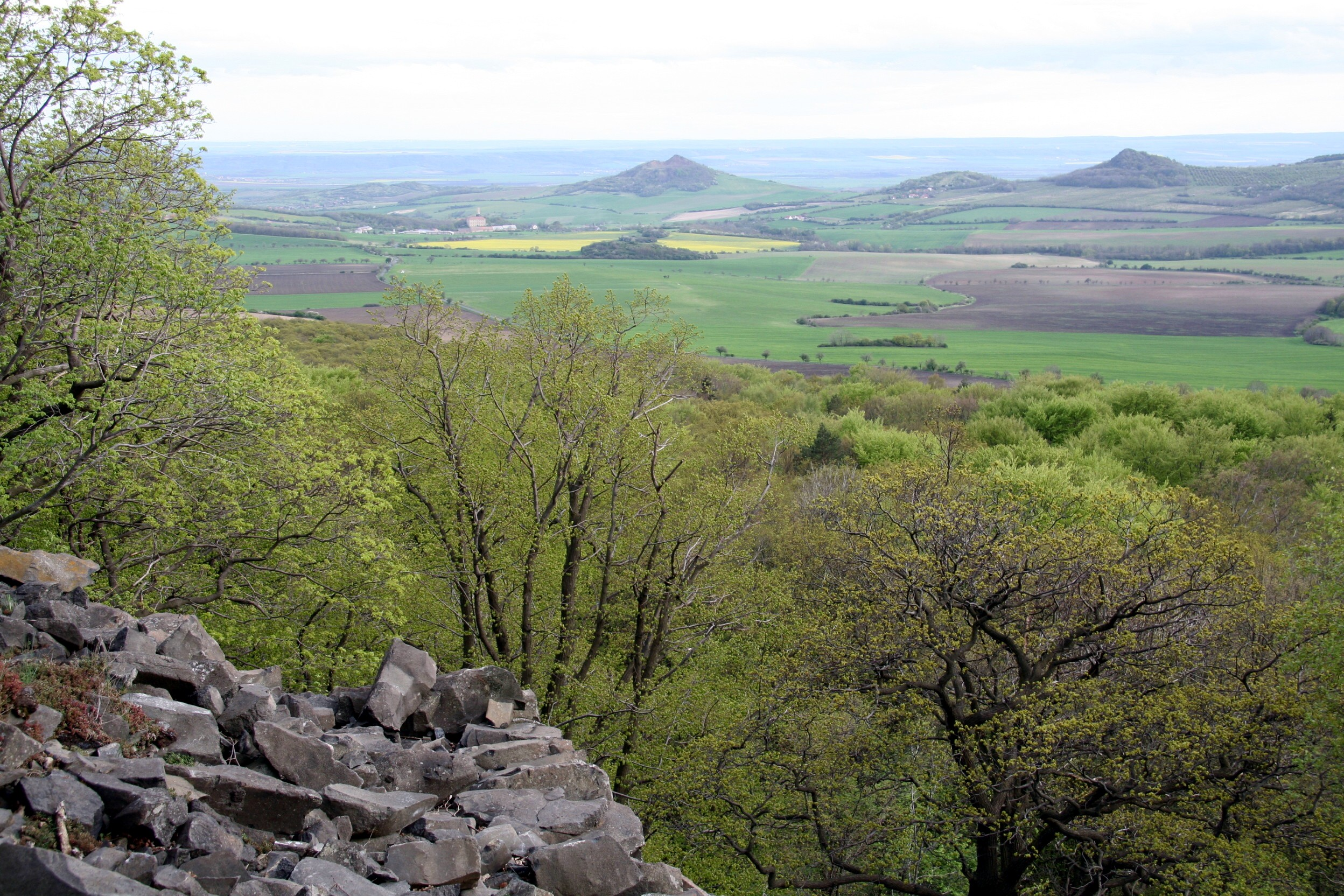
Blick vom Berg Wostrey (Ostrý) nach Süden in das flacher werdende Mittelgebirge

In Bezug auf seine geomorphologische Einordnung ist das Böhmische Mittelgebirge ein Teil der Krušnohorská subprovincie.
Es wird von markanten Geländeformen umschlossen. Am Nordrand zieht sich von Südwesten nach Nordosten das Nordböhmische Becken entlang, auf dessen gegenüberliegender Seite sich der Erzgebirgsabbruch deutlich erhebt. Dessen Höhensprung ist beträchtlich und liegt bei etwa 760 Metern (Berg Pramenáč–Elbe bei Ústí). Auf dieser Seite lässt das 25 Kilometer breite Becken, die Fortsetzung des Egergrabens, in Richtung zum Erzgebirge eine klare Grenzlinie erkennen. Auf der Seite des Böhmischen Mittelgebirges ist der Übergang weniger deutlich ausgeprägt.
Im Westen trennt das flache Egertal das Böhmische Mittelgebirge vom sanfteren Bergland des Duppauer Gebirges. Sie tritt aus dem Egergraben bei Postoloprty (Postelberg) an den südwestlichen Rand heran und verlässt ihn bei Koštice wieder. Im Süden erstrecken sich die tieferliegenden und flachen Ebenen der Böhmischen Kreide in Richtung Prag. Im Nordosten besteht ein direkter Übergang zum Elbsandsteingebirge, das auf tschechischer Seite als Böhmische Schweiz bezeichnet wird. Ganz östlich schließt das Lausitzer Gebirge und weiter südöstlich dann die Daubaer Schweiz an. Vereinfacht gesagt erstreckt sich das Böhmische Mittelgebirge zwischen den Städten Louny (Laun) und Česká Lípa (Böhmisch Leipa).
Das Höhenrelief ist deutlich gegliedert. Bei Děčín (Tetschen) liegt einer der tiefsten Punkte mit 122 m und der Berg Milešovka (Milleschauer) erreicht mit 836,6 m den höchsten Wert. Markant sind besonders die zahlreichen Kegelberge. Im westlich der Elbe gelegenen Teil sind die Kegelberge das dominante Reliefmerkmal. Östlich der Elbe treten sie zu Gunsten massiver Aufwölbungen zurück. An der Nordflanke sind die ehemaligen Geländeformen durch eine Bergbaufolgelandschaft weiträumig stark verändert worden. Damit gingen kreidezeitliche und quartäre Ablagerungen verloren, die u. a. eine Wirkung auf den Wasserhaushalt ausübten. Der über 150 Jahre anhaltende Bergbau nach Braunkohle hat die Gestalt der Landschaft am Fuße des Böhmischen Mittelgebirges in dieser Region erheblich beeinflusst und nicht nur in geomorphologischer Hinsicht neu geprägt.
Über die Ausdehnung des Böhmischen Mittelgebirges bestanden in den letzten 250 Jahren unterschiedliche Auffassungen. Mit der Zunahme an Kenntnissen über geotektonische und geomorphologische Zusammenhänge in diesem Gebiet wird nach modernen Auffassungen die vulkanische Berglandschaft zwischen Chomutov (Komotau) im Westen und Nový Bor (Haida) sowie Česká Lípa im Osten mit diesem Begriff belegt. Nach dieser Abgrenzung handelt es sich um eine Fläche von 1200 Quadratkilometern. Das 1976 eingerichtete Landschaftsschutzgebiet nimmt davon 1063 Quadratkilometer in Anspruch.

## Geologischer Aufbau
Im Untergrund des Böhmischen Mittelgebirges liegt eine alte kristalline Basis, bestehend aus Orthogneisen (Zweiglimmer), ferner Paragneisen, Migmatiten und Granuliten. Diese Komplexe sind zum großen Teil von späteren Gesteinsbildungen überdeckt und nur an sehr wenigen Stellen sichtbar. Eine dieser Lokalitäten ist an der Porta Bohemica bei Velké Žernoseky zu beobachten, eine andere bei der Stadt Bílina. Im Südwestteil lassen sich serpentinisierte Peridotiten nachweisen. Sie sind für die Sekundärlagerstätte der böhmischen Granate von Třebenice verantwortlich.
Das Grundgebirge unter dem Böhmischen Mittelgebirge wird als Teil des Böhmischen Massivs betrachtet und befindet sich an den Kontaktpunkten von drei Einheiten der Varisziden. Von Norden grenzt das Saxothuringikum an das Gebirge, das wiederum durch die Litoměřice-Störung vom Teplá-Barrandium abgetrennt ist. Im nordöstlichen Bereich tritt die Zone des Lugikums mit einem metamorphen Phyllit-Untergrund heran.

### Paläozoikum
Im Zeitabschnitt des Karbons (359-299 Millionen Jahre) und Perms (299-251 Millionen Jahre) ereigneten sich in der Region besonders intensive vulkanische Aktivitäten. Die Auswurfprodukte sind heute nur noch als Abtragungsreste an einigen Stellen im Gelände vorhanden. Bei diesem Vulkanismus bildeten sich Rhyolithtuffe (Ignimbrite), die im Raum Teplice und im Wopparner Tal (Opárenské údolí) repräsentativ auftreten und sich bis zum Bílinatal erstrecken. Diese kaum an die Oberfläche sichtbaren Strukturen werden als Reste eines sehr großen, eingebrochenen Vulkankessels gedeutet. Im nordöstlichen Bereich des Böhmischen Mittelgebirges lassen sich durch Tiefbohrungen Reste eines alten limnischen Beckens (Binnensee) finden, dessen Sedimente über 600 Meter mächtig sind und eine Flächenausdehnung von etwa 300 Quadratkilometern aufweisen.

### Mesozoikum

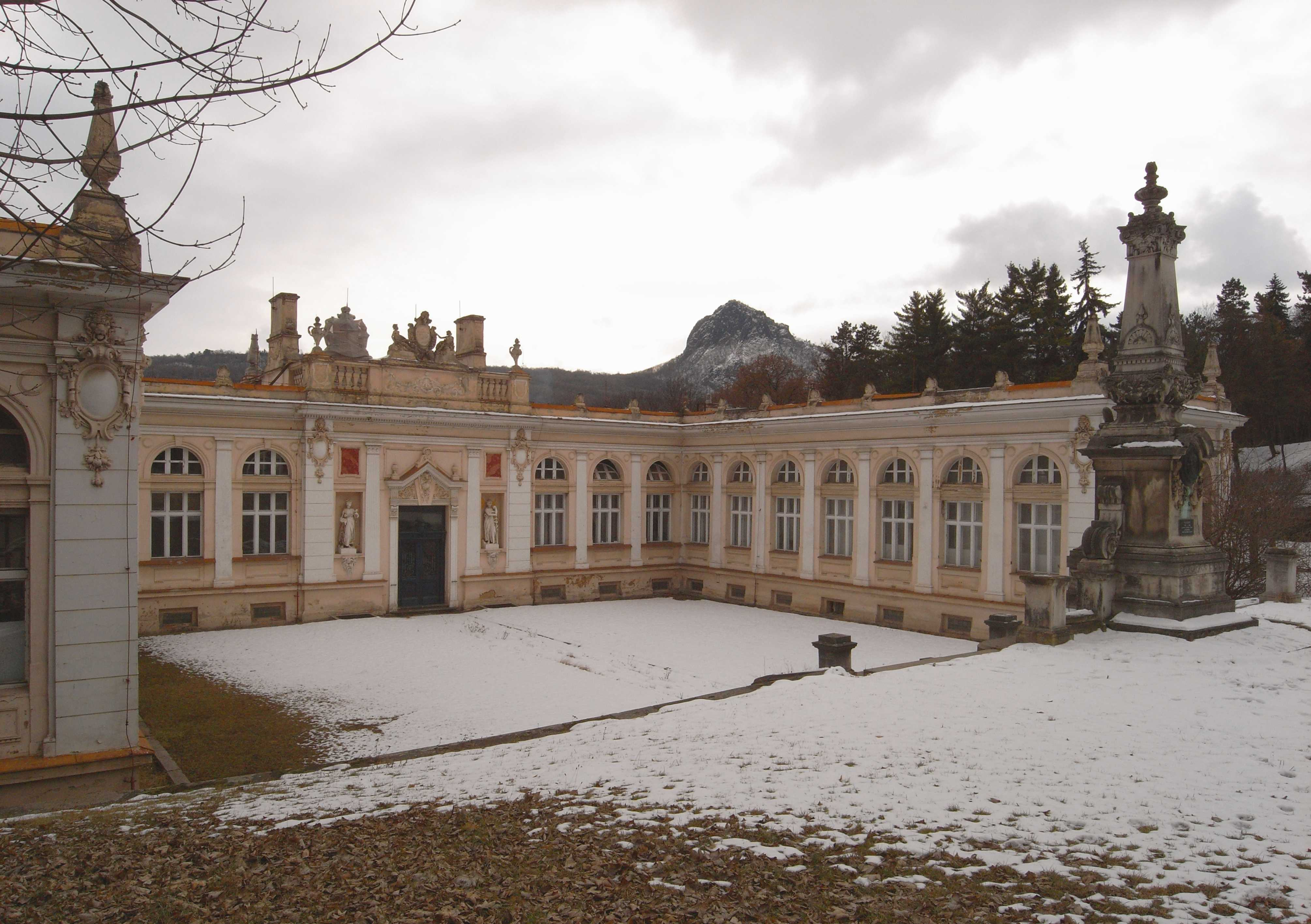
Historische Kurbadanlagen von Bad Sauerbrunn in Bílina, der Bořeň im Hintergrund

Mit Beginn der Oberkreide (vor etwa 100 Millionen Jahren) kam es zu einem weltweiten Ansteigen des Meeresspiegels. Die durch Verwitterung abgetragenen Regionen im Bereich des späteren Böhmen erlitten bei dieser Meerestransgression eine langsame Überflutung mit Flachwasserzonen. Im Bereich des Böhmischen Mittelgebirges ragten nur sehr wenige Erhebungen in Inselform aus dieser Wasserfläche. In der Folge kam es zu mächtigen Sedimentablagerungen während des Turoniums und Coniaciums, aus denen die kreidezeitlichen Weißenberger- (Bílá hora), Iser-(Jizera), Teplitzer-(Teplice) und Priesener (Březno)-Schichten hervorgingen. Sie setzen sich aus wechselnden Ablagerungshorizonten von Mergelgesteinen, tonigen Kalksteinen und kalkigen Tonsteinen zusammen. Ein Teil von ihnen wird als Pläner (tschechisch: opuka) bezeichnet. In der Umgebung von Teplice und Bílina existierten im Kreidemeer Inseln. Das führte in der Folge (Turonium) zu einer differenzierten Sedimentabfolge der entstehenden Flachwasserkalke mit Schalenresten verschiedener Muschelarten sowie Konglomeraten in Vertiefungen am ehemaligen Meeresgrund. In der Phase der Verflachung des Kreidemeeres bildeten sich im Bereich des Böhmischen Mittelgebirges bis 200 Meter mächtige Sandschichten mit Toneinlagerungen. Diese sind der Abschluss kreidezeitlicher Sedimentation im Böhmischen Becken, nur hier in größeren zusammenhängenden Einheiten erhalten, und in anderen Landesteilen so nicht mehr vertreten. Nach dem Rückzug des Meeres setzten auf der inzwischen trockenen und relativ flachen Landschaft verwitterungsbedingte Prozesse der Abtragung ein.

### Känozoikum

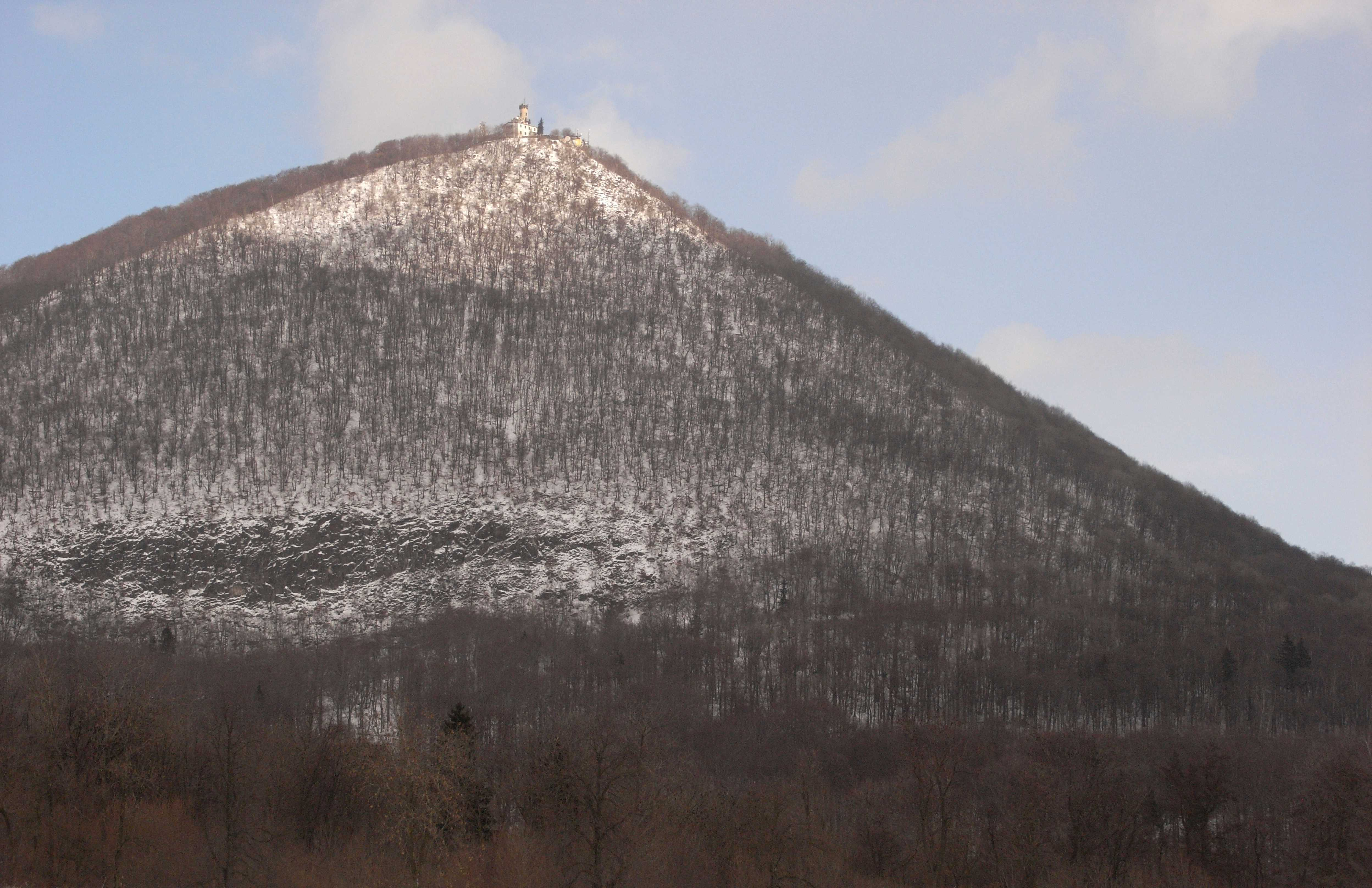
Der Milleschauer im Winter

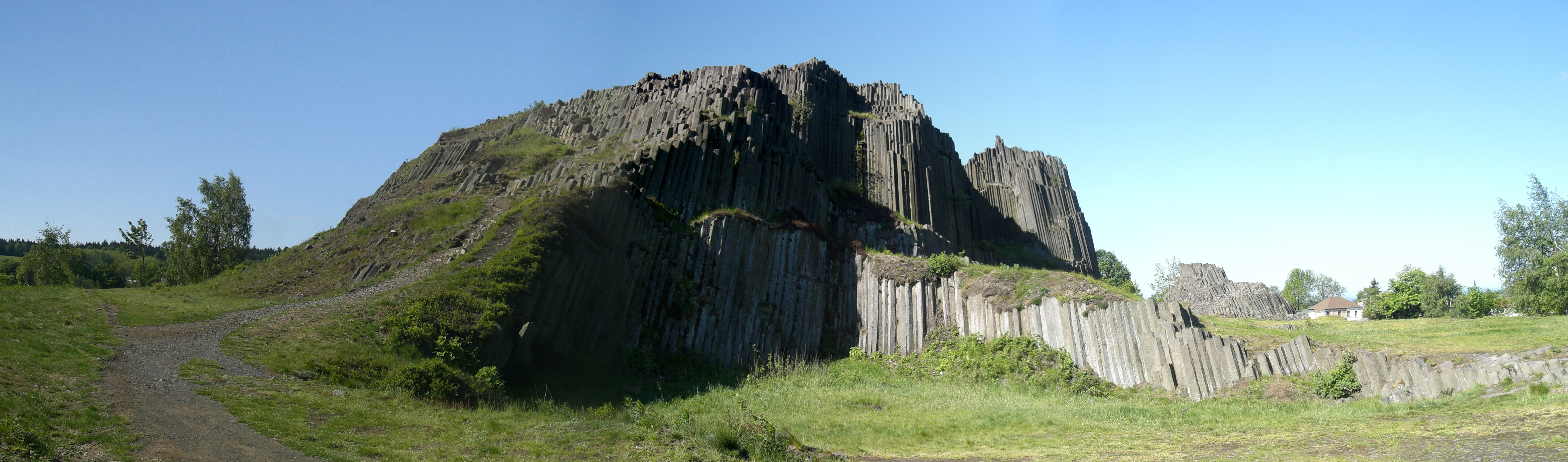
Der Herrenhausfelsen bei Kamenický Šenov an der Grenze zum Lausitzer Gebirge

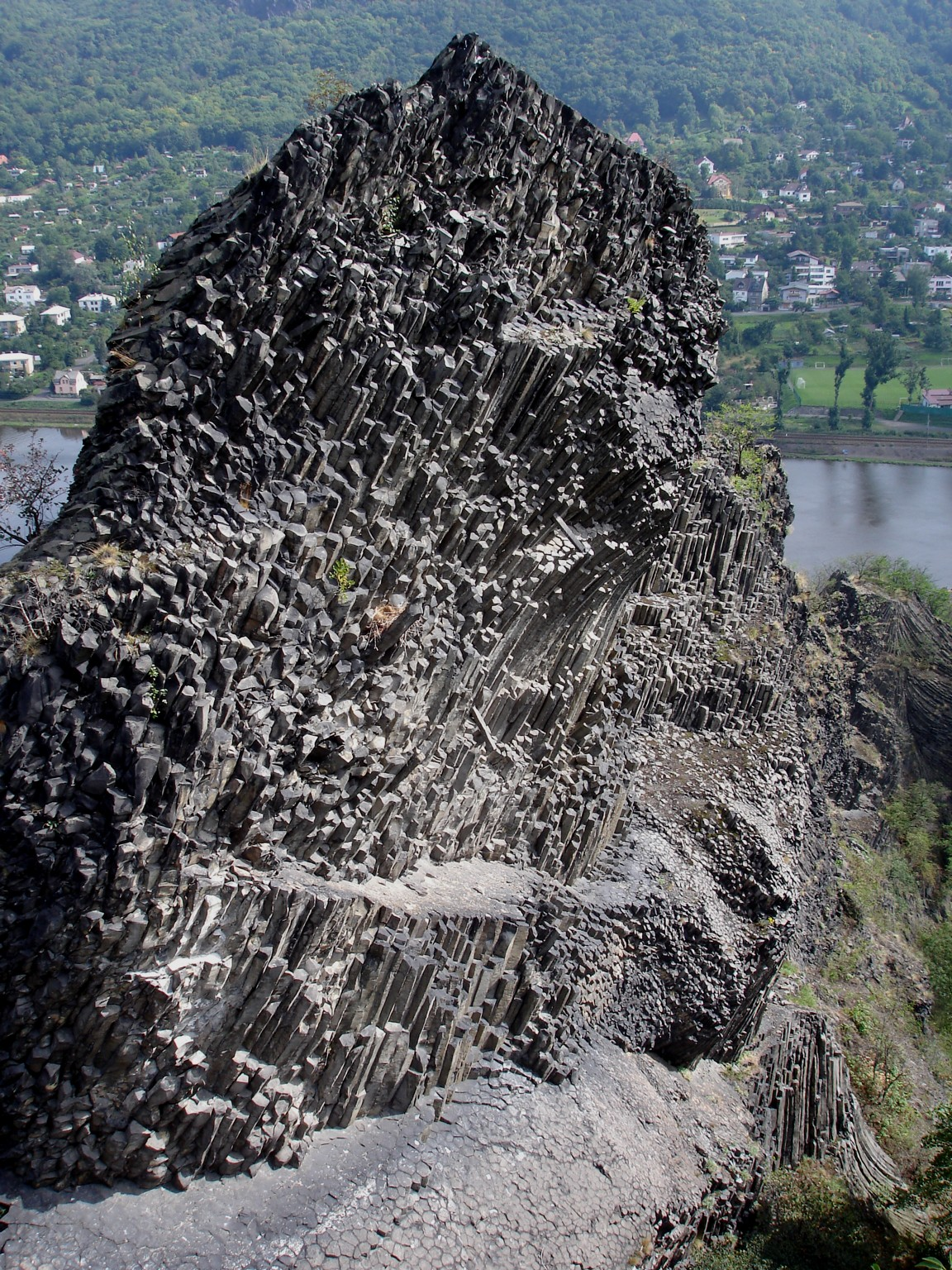
Basaltsäulenausbildung am Vrkoč im Elbtal

Der Beginn des Tertiärzeitalters (vor etwa 65 Millionen Jahren, nach moderner Nomenklatur das Paläogen), war von fortgesetzter Verwitterung des Reliefs dieser Region gekennzeichnet. Dabei spielte das damalige feuchte und warme Klima eine wichtige Rolle. Im Bereich von ehemaligen Wasserläufen bildeten sich fluviatile Sedimente. Auf den Geländeflächen setzte eine Verkieselung ein, die zu einer Kruste von Tertiärquarziten führte. Diese werden heute als Žitenice- und Skalice-Quarzite bezeichnet, da sie an ihrem Entstehungsort noch markant vertreten sind.
Die Wirkungen des tertiären Vulkanismus entlang des Eger-Grabenbruchs und nachfolgende verwitterungsbedingte Geländeabtragungen führten zur Bildung jenes Reliefs, das wir heute als Böhmisches Mittelgebirge sehen können. Dieser Vulkanismus verlief entlang einer tektonischen Zone, die heute als Nachwirkung der alpidischen Gebirgsbildung betrachtet wird. In dieser spaltenartigen Störung drangen Magmamassen empor und führten zu einer punktuellen oder flächigen Anhebung der bereits vorhandenen Gesteinsstrukturen. Diese Abläufe erfolgten im Bereich des Böhmischen Mittelgebirges keinesfalls einheitlich. Zu den Erscheinungsformen zählen domartige Aufwölbungen, die von Lakkolithen erzeugt wurden, Lavaausflüsse, Intrusionsmassen in Zufuhrkanälen sowie Maare durch explosionsartige Auswürfe. Im Bereich der Grabensenke zur Erzgebirgspultscholle kamen Laven mit Wasserflächen in Kontakt und erzeugten Hyaloklastite in Form von vulkanischem Trümmermaterial, das sich durch die einsetzenden Turbulenzen im Wasser weiträumig verteilte. Die Folge waren gemischte Sedimente aus vulkanischen, kalkig-sandigen und vielen organischen Bestandteilen (Pflanzenreste, tierische Fossilien). Diese Prozesse erzeugten beträchtliche Auffüllungen im Becken des Grabenbruchs.
Der geologische Aufbau differenzierte sich weiter, als sich durch die wechsellagernden Ablagerungen explosiver und ausgeflossener Produkte langsam ein Schildvulkan bildete. Erneute Intrusionen durchsetzten diese Ablagerungen. Diese vulkanischen Vorgänge erzeugten hauptsächlich Andesite, Basalte, Phonolithe und Tephrite sowie zahlreiche vulkanische Brekzien mit breiter mineralischer Zusammensetzung. Durch parallele und später einsetzende Umlagerungen vorliegenden Materials sowie Kontaktbildungen mit den älteren Sedimentablagerungen entstanden weitere Gesteinsarten. Das Böhmische Mittelgebirge zählt somit zu den vielfältig strukturierten geologischen Komplexen in Mitteleuropa.

#### Neogen

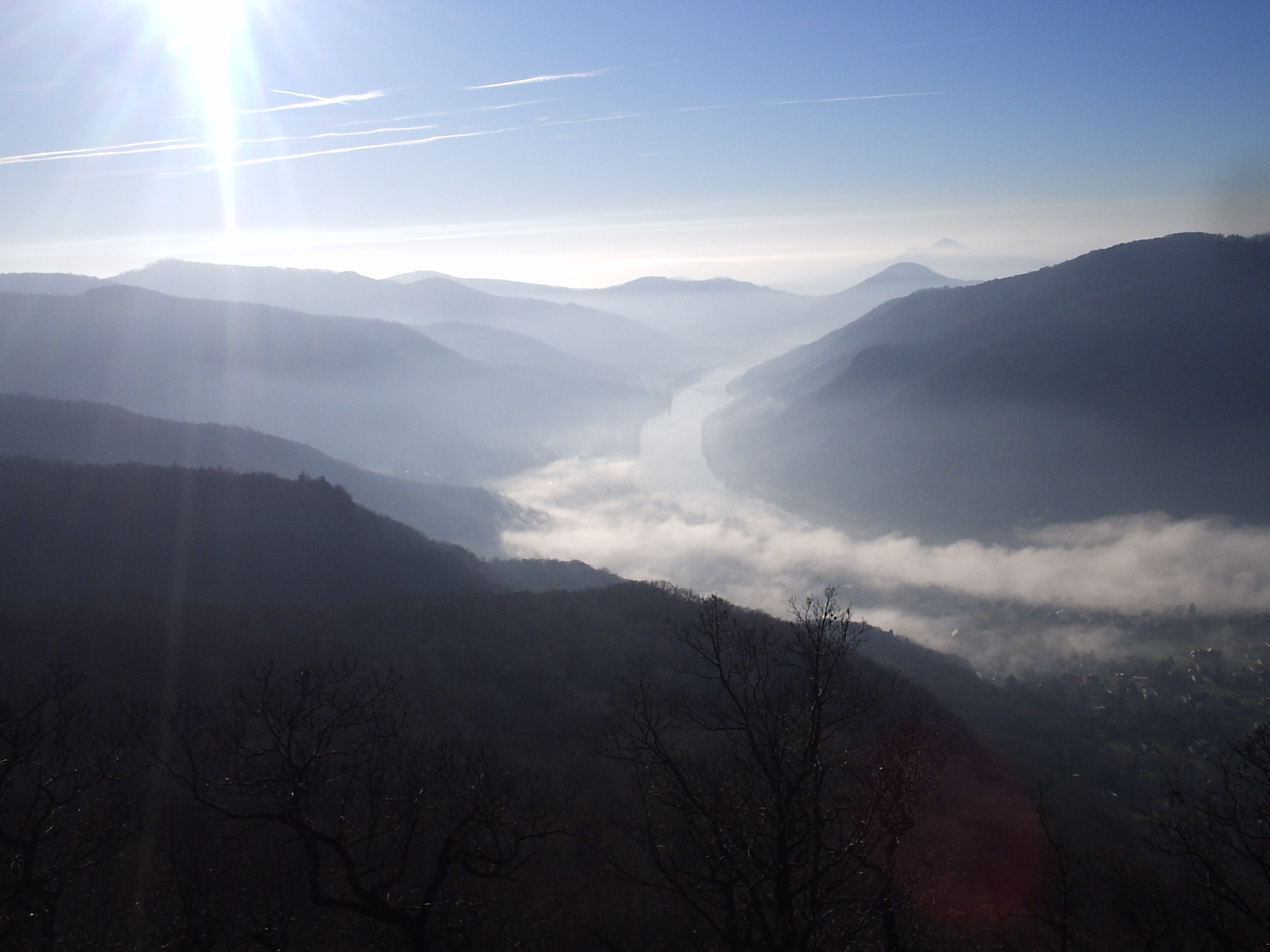
Der tiefe Einschnitt vom Elbstrom im Böhmischen Mittelgebirge

Die heute typische Kegelform vieler Berge in dieser Region war zunächst nicht verbreitet. Erst die Abtragungen von oberflächennahen Schichten durch lang anhaltende klimatische Einflüsse, hauptsächlich in der nachfolgenden Periode des Neogen (siehe auch Quartär) legten viele Schlotfüllungen und manche Lakkolithe frei, die daraufhin das markante Landschaftsbild zu prägen begannen. Diese Prozesse halten bis in die Gegenwart an.
Eine besondere Rolle spielen die wechselnden Warm- und Kaltzeiten. Die damit verbundenen Abtragungen finden sich als Geröllablagerungen an einigen Stellen wieder. Eine spezielle Form sekundärer Lagerstätten bilden die äolischen Sedimente. Diese treten vorrangig im Osten des Böhmischen Mittelgebirges als Lössschichten auf, da der vorrangig vom Westen kommende Wind Feinpartikel in den westlichen Bergbereichen aufwirbelte und sie weiter ostwärts an den der Windrichtung zugewandten Berghängen wieder ablagerte.
Der Elbstrom schnitt während der Epoche des Quartärs sein Flussbett um 100 Meter tief ein. Schotterterrassen aus diesem Vorgang begleiten ihn und die Täler der Seitenflüsse. Diese Sedimente verteilen sich je nach Entstehungszeit an den Talhängen auf verschiedene Höhenstufen.

## Minerale
Typisch für das Böhmische Mittelgebirge sind Minerale, die sich aus den schmelzflüssigen Vulkanlaven bildeten. Sie finden sich deshalb vorzugsweise als kristalline Einschlüsse in diesen Gesteinen. Zu ihnen gehören Mitglieder der Amphibolgruppe (Hornblende), weiterhin Andesin, Chabasit, Leucit, Magnetit, Nephelin, Olivine und Sanidin. In Kontaktzonen finden sich Calcit, Cordierit, Epidot, Grossular und Wollastonit. Bemerkenswert ist das Vorkommen von Aragonit in kristalliner Form am Číčov (Spitzberg).
In phonolithischen Lakkolithkörpern, die im Böhmischen Mittelgebirge häufig vorkommen, treten überwiegend Analcim, Apophyllit, Natrolith und Thomsonit, seltener Grossular und Hibschit auf. Der Natrolith findet sich in Hohlräumen als kristallinisch-stängeliger Belag.
Nur sehr wenige Bereiche des Gebirges besitzen eine Vererzung. Eine bedeutsame Lokalität dafür ist der Komplex Roztoky (Rongstock). In diesem von lamprophyrischen Ganggesteinen durchzogenen Monzodiorit-Körper haben sich durch ehemalige hydrothermale Vorgänge einige Erze gebildet, die zeitweilig die Grundlage eines sporadischen Bergbaus bildeten. Es handelt sich um eine sulfidische Vererzung mit einer Paragenese (Vergesellschaftung) von Blei-Zink-Kupfer-Silber-Tellur-Mineralen.
Eine Besonderheit des Böhmischen Mittelgebirges ist das Auftreten von Pyropen und anderen seltenen Mineralen in drei diluvialen Lagerstätten zwischen Měrunice und Třebenice. Diese Schotterzonen erstrecken sich bis zum Egerlauf, sind aber nur in ihren oberen Bereichen mit Pyropen stärker angereichert.

## Hydrologie

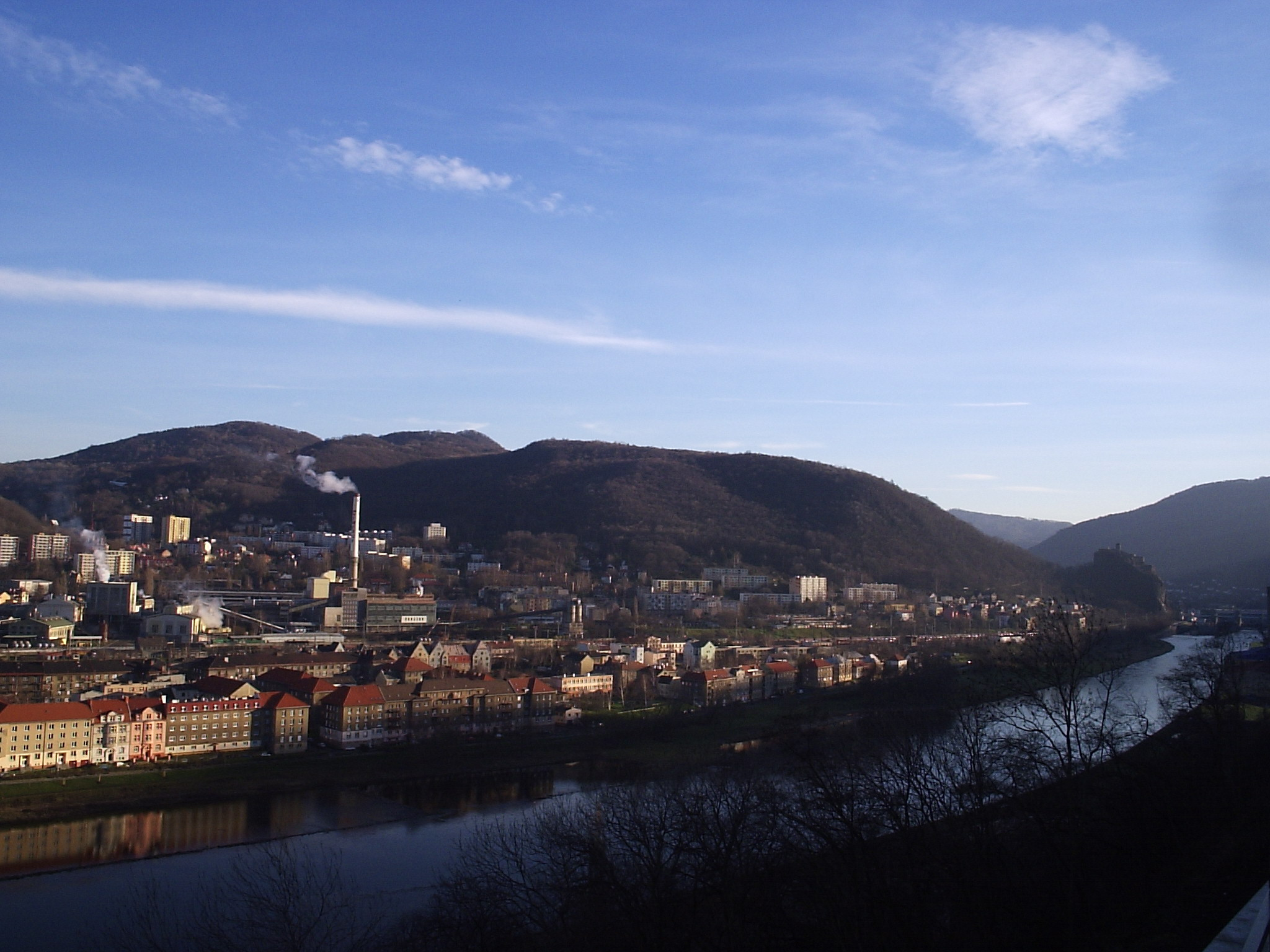
Die Elbe in Ústí nad Labem unweit der Burg Schreckenstein (rechts im Bild)

Das Böhmische Mittelgebirge wird von den großen Wasserläufen Labe (Elbe) und Ohře (Eger) sowie über die Nebensysteme von Bílina (Biela) und die Ploučnice (Polzen) zur Nordsee entwässert. Für das überregionale Gewässernetz in Nordböhmen und weiteren Teilen der Tschechischen Republik bildet es eine natürliche Barriere, die nur über den Egergraben und den Elbedurchbruch im Elbsandsteingebirge einen Abfluss zulässt.
Die Elbe ist durch Staustufen und Uferbefestigungen stark reguliert und dadurch für den Schiffsverkehr vorteilhafter erschlossen worden. Der natürliche Flusslauf ist nur noch an wenigen Stellen, beispielsweise bei Malé Žernoseky, nahezu unberührt geblieben.
Im Osten des Mittelgebirges liegt südlich von Česká Lípa eine Teichlandschaft, in der Oberflächenwasser aus Nordostböhmen durch die Barriere des Böhmischen Mittelgebirges einen natürlichen Rückhalt findet. Sie beginnt bei der Ortschaft Stvolínky (Drum) und endet außerhalb der Region in der Nähe von Doksy (Hirschberg). Entwässert wird sie schließlich in nördlicher Richtung durch den Robečský potok (Robitzer Bach) in den Polzenfluss. Diese Teichlandschaft ist heute ein Natur- und Vogelschutzgebiet. Ein zweites und kleineres Teichgebiet existiert in der Nähe von Nový Bor.
Größere Wasserflächen finden sich im Böhmischen Mittelgebirge nur in geringer Zahl. Sie liegen an dessen Rand, so in Úštěk (Auscha), bei Litoměřice (Leitmeritz) sowie im Nordböhmischen Becken nahe Teplice und Duchcov (Dux), von denen einige durch den Kohletagebau entstanden.
Von besonderem Interesse sind die Mineralquellen am nördlichen Fuß des Gebirges. Zur Fassung der Wässer legte man Stollen und Bohrungen an. Dadurch konnten natürliche Spaltensysteme im Untergrund oder besonders stark wasserführende Schichten in den Sedimentabfolgen erschlossen werden. Auf Grund erheblicher bergbaulicher Eingriffe bei der Braunkohlegewinnung am Nordrand des Böhmischen Mittelgebirges gingen seit dem 19. Jahrhundert einige Brunnen und natürliche Quellen auf verschiedene Weise verloren.

## Wichtige Mineralische Rohstoffe
Das Böhmische Mittelgebirge ist verhältnismäßig reich an abbauwürdigen Gesteinsvorkommen und verfügt nur über marginale Erzlagerstätten.

### Natursteine

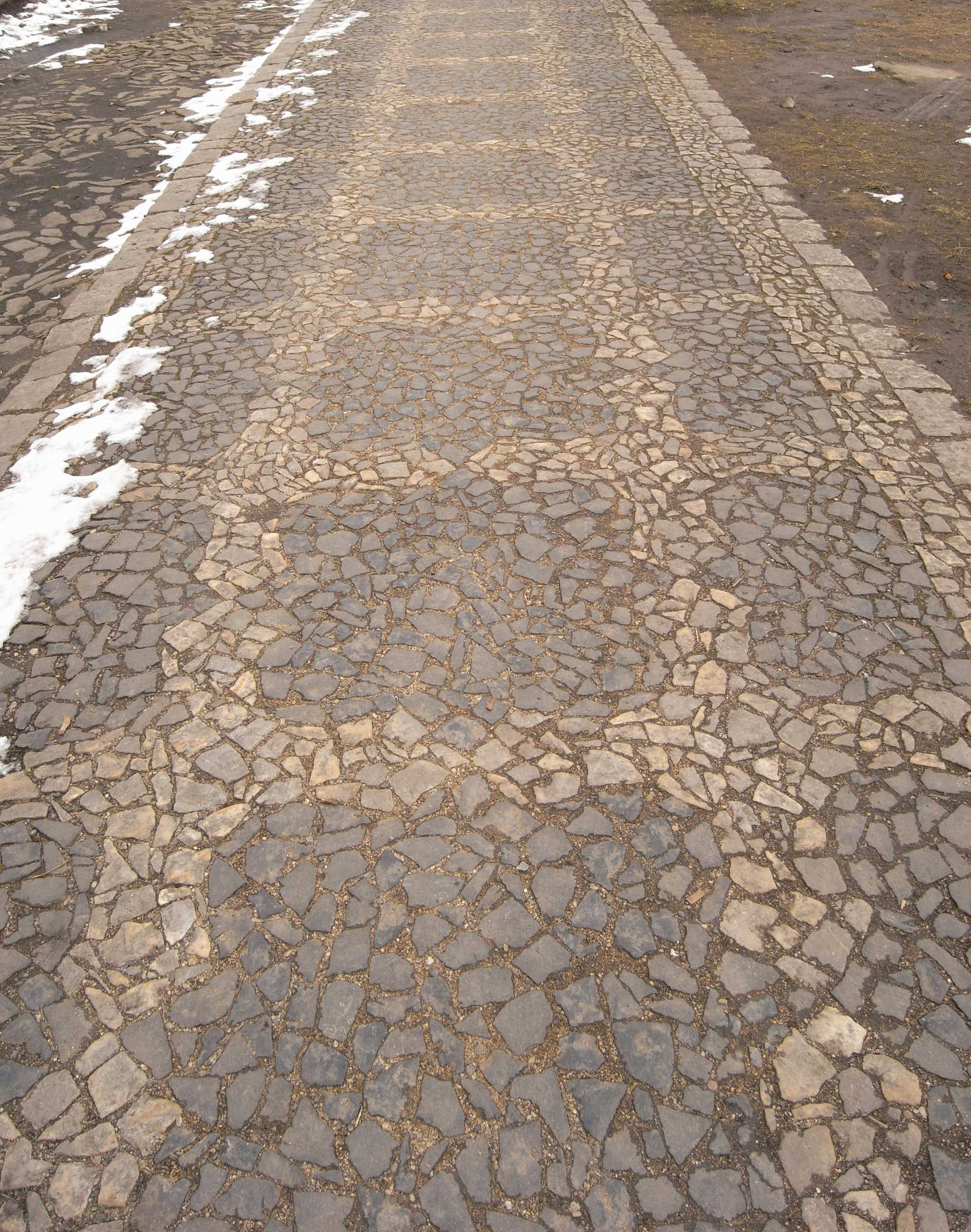
Handgeschlagenes Pflaster (Basalt, Quarzit) in Postoloprty

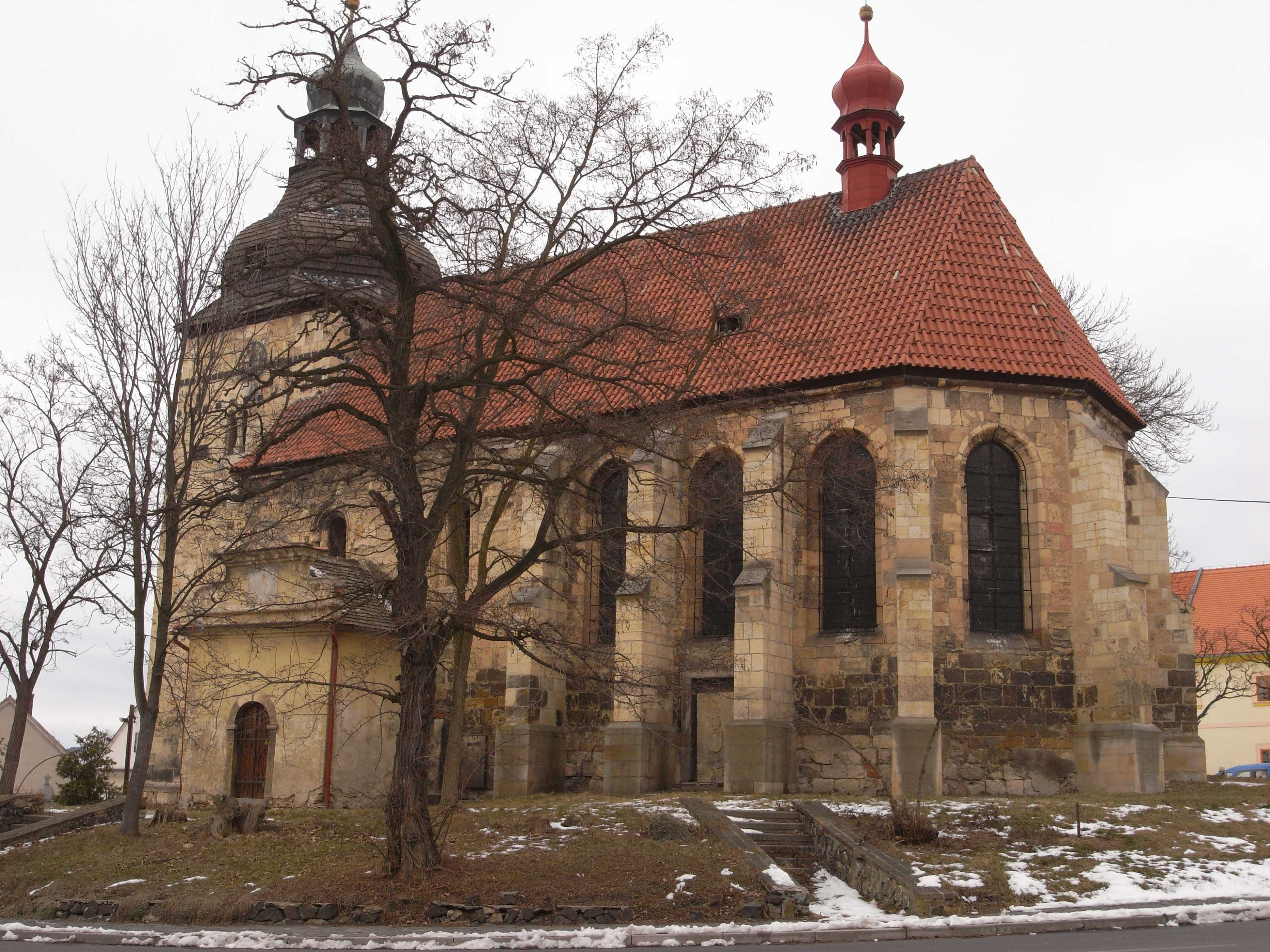
Kirche in Libčeves, erbaut aus kreidezeitlichen Sandsteinen der Region

Das bedeutendste Aufkommen abgebauter Natursteine liegt bei den Vulkanitgesteinen. An zahlreichen Stellen, oft an Bergkuppen und Bergflanken, sind Steinbrüche zu sehen. Deren überwiegende Zahl diente und dient der Schottergewinnung. Über die lange Zeit ihres Abbaues stellte sich deren jeweilige Eignung für den Straßen- und Wegebau heraus. Einige Vorkommen werden deshalb nicht mehr genutzt.
In der Vergangenheit wurden Basalte und Phonolithe zur Pflaster- und Mauersteinproduktion genutzt. In geringerem Umfang schlug man auch tertiäre Quarzite zu Pflastersteinen. Das spezifische Problem bei dieser Verwendung besteht in der hohen Festigkeit und ungünstigen Spaltbarkeit dieser Gesteine, was ihnen naturgemäß bei ihrem Einsatz mengenmäßige Grenzen setzte.
Alte Pflasterbeläge dieser Art finden sich beispielsweise noch auf den Marktplätzen von Litoměřice und Postoloprty. In wenigen Fällen finden sich auf einheitliche Längen gehauene Basaltsäulen als Grundmauerwerk in Gebäuden der Region. Diese Bauweise tritt aber nur noch sehr selten auf.
Sehr häufig finden sich an vielen alten ländlichen Bauwerken Mauerwerk aus Sandsteinen und Plänersorten. Bei städtischen Bauten in der Region sind sie durch den Putz oft nicht erkennbar. Diese beiden Gesteine entstammen unzähligen und heute kaum noch auffindbaren Abbaustellen in den umliegenden kreidezeitlichen Schichten. Mit viel Geschick sind sie hammerrecht zugerichtet und in den Bauten versetzt worden. In manchen Fällen besteht zwischen Sandstein und Pläner eine Übergangsform. Je nach mineralischer Zusammensetzung und Gefügemerkmalen sind diese Bausteine sehr gut oder weniger witterungsbeständig.
Die gerade beim Pläner ausgeprägte Lagerschichtung war für die Baumeister der Vergangenheit ein willkommener Anlass, auf diesen Stein umfassend zurückgreifen. Diese Eigenschaft erleichterte den Einsatz an Bauwerken ungemein.

### Kalkgewinnung
Manche Pläner wurden zu Baukalk gebrannt. Sie kamen dann dafür in Frage, wenn deren Kalkgehalt ausreichend hoch war und die tonigen und kieseligen Bestandteile dagegen nur gering enthalten waren.
Bekannt ist das Kalkwerk von Čížkovice (Tschischkowitz), dessen erschlossene Lagerstätte lithostratigraphisch als Hundorfer Kalkstein (Teplitzer Schichten / teplické souvrství) bezeichnet wird. Abbaustellen gibt es beispielsweise bei Teplitz, Leitmeritz und Wrbitschan nördlich von Kladno.

### Braunkohle
Die Braunkohlelagerstätten greifen nur zu einem geringen Maß auf das Areal vom Böhmischen Mittelgebirge über. Im 19. Jahrhundert wurden um Verneřice (Wernstadt) und bei Hlinná (Hlinnay) einige Braunkohlenlager abgebaut. Größere Vorkommen befinden sich im angrenzenden Nordböhmischen Becken. Die frühe Phase des Braunkohlebergbaus in dieser Region begann im Untertagebau mit unzähligen kleinen Schächten. Mit voranschreitender Bergbautechnologie ging man zum Tagebau über.